# تبالدو بیلیاردی
تبالدو بیلیاردی (انگلیسی: Tebaldo Bigliardi؛ زادهٔ ۵ فوریهٔ ۱۹۶۳) بازیکن فوتبال اهل ایتالیا است.
از باشگاه‌هایی که در آن بازی کرده‌است می‌توان به باشگاه فوتبال پالرمو، باشگاه فوتبال ناپولی، و باشگاه فوتبال آتالانتا اشاره کرد.